# لنز ام زویکو دیجیتال ئی‌دی ۱۴–۴۲میلی‌متر اف/۳٫۵–۵٫۶
لنز ام. زویکو دیجیتال ئی‌دی ۱۴–۴۲میلی‌متر اف/۳٫۵–۵٫۶ (به انگلیسی: M.Zuiko Digital ED 14-42mm f/3.5-5.6 lens) نام لنز دوربین عکاسی از نوع زوم است که توسط شرکت المپوس تولید می‌شود. فاصلهٔ کانونی این لنز ۱۴ تا ۴۲ میلی‌متر و ضریب اف آن اف ۳٫۵ تا ۵٫۶ تا است.